# Niko (zanger)
Niko, geboren als Ralf Roder is een Duitse zanger, arrangeur en songwriter.

## Carrière
Reeds voor zijn eindexamen begon Roder met het schrijven van Duitstalige liederen, later studeerde hij muziek en sport. Als straatmuzikant trad hij vervolgens tijdens familie- en bedrijfsfeesten op. In de vroege jaren 1980 volgden onder de artiestennaam Niko zijn eerste successen als zanger. De debuutsingle Am weißen Strand von Helgoland (Ariola, 1983) lukte de sprong in de Duitse singlehitlijst met een 21e plaats. Het lied werd het daarop volgende jaar in een Nederlandse versie (Aan't warme witte Noordzeestrand) met een tekst van Johnny Hoes op de markt gebracht. Verdere singles van Niko bleven verregaand onopgemerkt.
In 1985 wisselde Ralf Roder van genre en produceerde enkele Engelstalige popsingles onder het pseudoniem Prime Time. Omdat het begeerde succes uitbleef, werkte hij vervolgens als reclameman. Later concentreerde hij zich op de bezigheid als componist en schreef voor onder andere Roland Kaiser, Olaf Henning, Norman Langen, Peter Wackel en Die Paldauer. Voor Modern System feat. Lotto King Karl componeerde hij in 2003 het nummer Nichts als dem Wahrheit … en was als studiozanger bij de opnamen betrokken. Het nummer plaatste zich op de 94e plaats van de Duitse hitlijst. Ralf Roder leidt sinds de late jaren 1990 een geluidsstudio (raro music) in Barsbüttel en produceert succesvol muziek voor paardendressuur.

## Discografie

### Singles
als Niko
- 1983: Am weißen Strand von Helgoland
- 1984: Aan't warme witte Noordzeestrand (alleen in Nederland)
- 1984: Hey Ho Hey – ich bin der König
- 1985: Auf und davon (für immer)
- 1990: Einmal um die große, weite Welt
- 2011: Ruf die 1-1-2 (als Niko Roder)
- 2016: Am weißen Strand von Helgoland (Nieuwe productie 2016)

als Prime Time
- 1985: Ocean of Crime (We're Movin' On)
- 1986: Don't Forget to Live
- 1986: I Can't Get Enough